# Tituly a vyznamenání Alberta I. Belgického

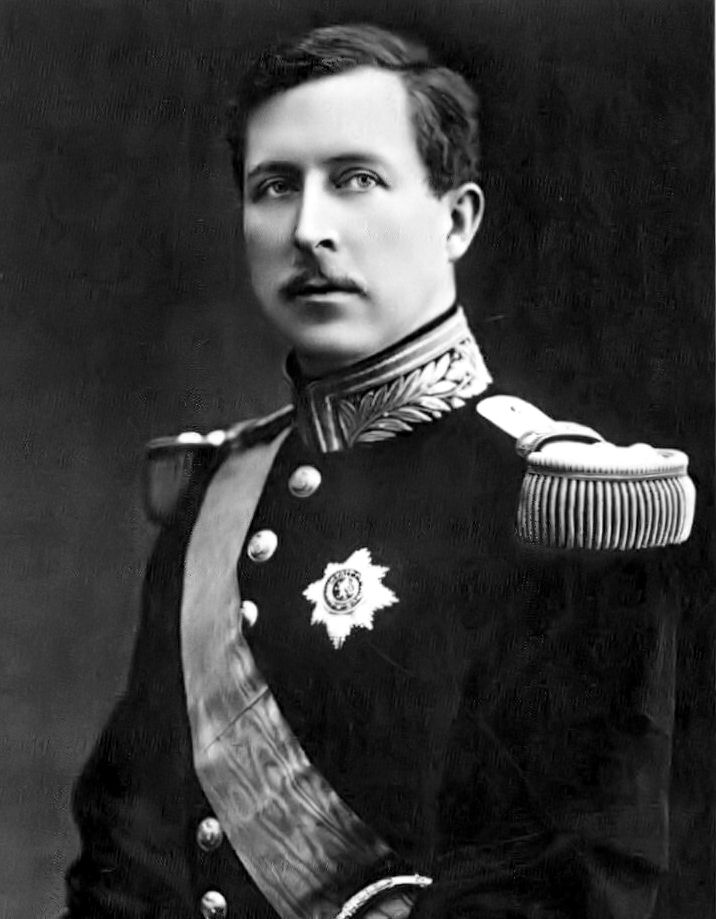
Albert I. Belgický

Albert I. Belgický během svého života obdržel řadu národních i zahraničních titulů a vyznamenání, která získal jak před nástupem na trůn, tak během své vlády. V letech 1909 až 1934 byl také velmistrem belgických řádů.

## Tituly
- 8. duben 1875 – 23. prosinec 1909: Jeho královská Výsost princ Albert Belgický, princ sasko-kobursko-gothajský, vévoda saský
- 23. prosinec 1909 – 17. únor 1934: Jeho Veličenstvo Leopold, král Belgičanů, suverén Konga

Erb krále Belgičanů 1837–1921
Erb krále Belgičanů po roce 1921
Jedna z variant královského monogramu Alberta I. Belgického

## Vyznamenání

### Národní vyznamenání

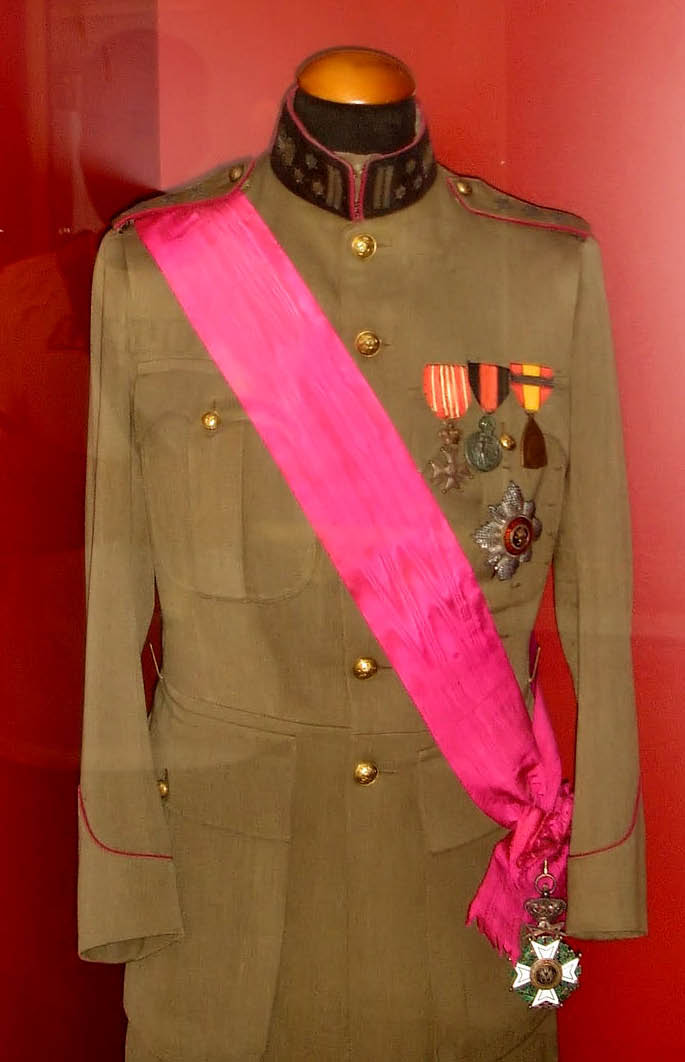
Uniforma Alberta I. Belgického se šerpou Řádu Leopolda a vojenskými vyznamenáními.

#### Velmistr řádů 23. prosince 1909 – 17. února 1934
- Řád Leopolda
- Řád africké hvězdy
- Řád koruny
- Řád Leopolda II.
- Královský řád lva

#### Osobní belgická vyznamenání
- Croix de guerre
- Pamětní válečná medaile 1914–1918 – 1919
- Yserská medaile – 1918

### Zahraniční vyznamenání

Erb Alberta I. Belgického jakožto rytíře Řádu Karla III.

Erb Alberta I. Belgického jakožto Řádu zlatého rouna

- Afghánské království
  -  Řád nejvyššího slunce – 1928[1]

- Albánie
  -  řetěz Řádu Skanderbegova – 1925
- Anhaltské vévodství
  -  Domácí řád Albrechta Medvěda
- Bádenské velkovévodství
  -  rytíř Domácího řádu věrnosti – 1907[2][3]
- Bavorské království
  -  rytíř Řádu svatého Huberta – 1900[4][3]
- Bolívie
  -  velkokříž Řádu andského kondora – 1925
- Bulharsko
  -  velkokříž s řetězm Královského řádu svatých Cyrila a Metoděje – 1909
- Československo
  -  Řád Bílého lva I. třídy s řetězem, vojenská skupina – 20. října 1923 (řetěz propůjčen 26. listopadu 1925)[5][6]
  -  Československý válečný kříž 1914–1918
- Čching
  -  Řád dvojitého draka I. třídy – 1906[3]

- Dánsko
  -  rytíř Řádu slona – 23. února 1910[4][7]
- Egypt
  -  řetěz Řádu Muhammada Alího – 26. října 1927
- Ekvádor
  -  velkokříž Národního řádu za zásluhy – 1930
- Ernestinská vévodství
  -  velkokříž Vévodského sasko-ernestinského domácího řádu – 1893[8][9][3]
- Estonsko
  -  Kříž svobody I. třídy – 29. dubna 1925[10]
- Etiopské císařství
  -  velkokříž Řádu Šalomounovy pečeti
- Finsko
  -  velkokříž s řetězem Řádu bílé růže – 1931[11]
- Francie
  -  velkokříž Řádu čestné legie[3]
  -  Médaille militaire
  -  Croix de guerre 1914–1918 s palmou
- Havajské království
  -  velkokříž Královského řádu Kamehamehy I. – 1881
- Chile
  -  velkokříž Řádu za zásluhy – 1911
- Italské království
  -  rytíř Řádu zvěstování – 1910[4]
  -  velkokříž Řádu italské koruny – 1910
  -  velkokříž Vojenského savojského řádu
  -  Válečný záslužný kříž – 28. března 1919
- Japonsko
  -  velkokříž s řetězem Řádu chryzantémy – 19. listopadu 1900[3]
- Kádžárovci
  -  řetěz Řádu koruny
- Kolumbie
  -  velkokříž speciální třídy Řádu Boyacá – 1919
- Kuba
  -  velkokříž Řádu Carlose Manuela de Céspedes – 28. listopadu 1929
- Litva
  -  velkokříž Řádu Vytisova kříže – 1919
- Lotyšsko
  -  velkokříž Řádu tří hvězd – 25. srpna 1930
- Lucembursko
  -  rytíř Nasavského domácího řádu zlatého lva[3]
- Maroko
  -  Řád Ouissam Alaouite
  -  Vojenský záslužný řád
- Monako
  -  velkokříž Řádu svatého Karla[3]
- Německá říše
  -  rytíř Řádu černé orlice[4]
- Nizozemsko
  -  velkokříž Řádu nizozemského lva[3]
- Norsko
  -  velkokříž s řetězem Řádu svatého Olafa[3]
- Osmanská říše
  -  Řád Osmanie I. třídy[8][3]
- Peru
  -  velkokříž Řádu peruánského slunce – 13. listopadu 1923
- Polsko
  -  rytíř Řádu bílé orlice – 4. února 1922
  -  velkokříž Řádu Virtuti Militari
- Portugalsko
  -  Stuha tří řádů – 19. července 1919
  -  velkokříž Řádu věže a meče
- Pruské království
  -  Královský hohenzollernský domácí řád čestný kříž I. třídy – 1895[8][3]
- Rakousko-Uhersko
  -  1152. rytíř Řádu zlatého rouna – 1907[3][4][12]
  -  velkokříž Královského uherského řádu svatého Štěpána – 1910[13]
- Rumunsko
  -  řetěz Řádu Karla I. – 1910
  -  Řád Michala Chrabrého I. třídy
  -  velkokříž Řádu rumunské hvězdy[3]
- Ruské impérium
  -  rytíř Řádu svatého Ondřeje[4][3]
  -  rytíř Řádu svatého Alexandra Něvského[3]
  -  rytíř I. třídy Řádu svatého Stanislava[3]
  -  rytíř I. třídy Řádu svaté Anny[3]
  -  Řád svatého Jiří III. třídy
- Saské království
  -  rytíř Řádu routové koruny – 1910[4][3]
- Spojené království
  -  rytíř Podvazkového řádu – 4. prosince 1914[14]
  -  čestný rytíř velkokříže Řádu lázně[14]
  -  Nejctihodnější řád sv. Jana Jeruzalémského – 12. června 1926
  -  Záslužný letecký kříž[15]
  -  Korunovační medaile Eduarda VII. – 1902
- Spojené státy americké
  -  Army Distinguished Service Medal
- Srbské království
  -  velkokříž s meči Řádu hvězdy Karadjordjevićů – 23. září 1918
  - Zlatá medaile za zstatečnost
- Španělsko
  -  velkokříž s řetězem Řádu Karla III. – 1906[3]
- Švédsko
  -  rytíř Řádu Serafínů – 1910[4][3]
- Vatikán
  -  velkokříž Rytířského řádu Božího hrobu jeruzalémského – 1900
  -  Nejvyšší řád Kristův – 1934[16]
- Venezuela
  -  velkokříž s řetězem Řádu osvoboditele – 1911